# NGC 1685
NGC 1685 is een balkspiraalstelsel in het sterrenbeeld Orion. Het hemelobject werd in 1850 ontdekt door Johnstone Stoney, assistent van de Ierse astronoom William Parsons.

## Synoniemen
- PGC 16222
- MCG -1-13-32
- IRAS 04500-0301